# 드래곤볼 슈퍼: 슈퍼 히어로
《드래곤볼 슈퍼: 슈퍼 히어로》(ドラゴンボール超 スーパーヒーロー)는 2022년 6월 11일에 공개된 《드래곤볼》 시리즈의 21번째 극장 개봉 애니메이션 영화이다. 《드래곤볼 슈퍼》로는 두 번째 작품이다.
당시에는 4월 22일에 공개될 예정이였으나, 3월 6일에 도에이 애니메이션 본사의 해킹 사태로 인하여 무기한 연기했다. 이후 4월 14일에 2개월 간 정기해 6월 11일로 결정되었다.

## 목소리 출연
- 노자와 마사코 - 손오공, 손오반, 손오천 목소리 역
- 호리카와 료 - 베지터 목소리 역
- 후루카와 토시오 - 피콜로 목소리 역
- 쿠사오 타케시 - 트랭크스 목소리 역
- 타나카 마유미 - 크리링 역
- 히사카와 아야 - 부르마 목소리 역
- 미나구치 유코 - 팡 역
- 카미야 히로시 - 감마 1호 역
- 미야노 마모루 - 감마 2호 역